# Atlantický tunel
Atlantický tunel (norsky Atlanterhavstunnelen) je podmořský tunel v Norsku na okresní silnici 64, který spojuje obec Kristiansund s obcí Averøy v kraji Møre a Romsdal. Východní konec tunelu se nachází na ostrově Kirkelandet ve městě Kristiansund a západní konec tunelu se nachází na ostrově Averøya, západně od obce Sveggen. Tunel dlouhý 5 727 metrů vede pod Bremsnesfjordenem a dosahuje hloubky 250 metrů pod hladinou moře, což z něj činí jeden z nejhlubších podmořských tunelů na světě. Maximální sklon silnice je 10 %. 
Příprava prací byla zahájena na podzim 2006 a ražba tunelu začala v dubnu 2007. Tunel byl nakonec otevřen 19. prosince 2009, tedy o rok později, než se původně předpokládalo. Po počáteční velmi dobré ražbě se v březnu 2008 objevily vážné problémy, když došlo k sesuvu půdy v téměř nejnižší části tunelu. Řešení neočekávaných závažných problémů způsobilo zpoždění a překročení nákladů, které byly původně plánovány (včetně přístupových cest) na 635 milionů norských korun. Dne 19. března 2009 došlo k proražení – tunel se stal průjezdným, ačkoli ještě v listopadu 2008 vedení stavby prohlašovalo, že by se tak mohlo stát před Vánocemi 2008.
Název je odvozen od skutečnosti, že oba ostrovy, které tunel spojuje, se nacházejí v otevřeném Atlantském oceánu, a odkazuje na název turistické atrakce Atlanterhavsveien - Atlantické cesty, která vede přes řadu malých ostrovů s výhledem na moře, fjord a hory a spojuje Averøy s pevninou poblíž města Molde.
Od 1. července 2020 již není tunel zpoplatněn a průjezd tunelem je pro všechny typy vozidel zdarma. Původní propočty počítaly s mýtným do roku 2025.